# Bibiodes femoratus
Bibiodes femoratus is een muggensoort uit de familie van de zwarte vliegen (Bibionidae). De wetenschappelijke naam van de soort is voor het eerst geldig gepubliceerd in 1912 door Melander.